# Hermelinghen
Hermelinghen és un municipi francès, situat al departament del Pas de Calais i a la regió dels Alts de França. L'any 2017 tenia 422 habitants.

## Situació
Hermelinghen es troba al nord del departament del Pas de Calais. Està a prop d'altres municipis, com ara Hardinghen, que és on van a escola els nens d'Hermelinghen.

## Administració
Hermelinghen es troba al cantó de Guînes, que al seu torn forma part del districte de Calais. L'alcalde del poble és Christophe Dupont des del 2008.